# 야마세 고지
야마세 고지(일본어: 山瀬 功治, 1981년 9월 22일, 삿포로시 미나미구 ~ )는 일본의 축구 선수로, 포지션은 미드필더이며, 현재 J2리그의 레노파 야마구치 FC에서 뛰고 있다.

## 선수 경력
야마세는 2000년, J2리그의 콘사돌레 삿포로에서 선수 생활을 시작하였다. 그 해에 일본 U-20 대표팀에 발탁되었으며, 쇼난 벨마레와의 경기에서 데뷔전을 치렀다. J리그에 승격한 2001년에는 주전 선수로 24경기에 출장해 팀의 J리그 잔류에 공헌하고, J리그 신인왕에 뽑혔다. 2002년 시즌 도중 우슬 전방십자인대가 끊어지는 중상을 입었으며, 2003년 우라와 레드 다이아몬즈로 이적해 팀을 J리그 컵 우승으로 이끌었다.
2004년에는 하계 올림픽 최종 예선에 출전하였으나 본선에선 뛰지 못하였고, 팀에서 첫 해트트릭을 달성하는 등 활약하였으나, 이 시기에 좌슬 인대가 절단되는 부상을 입었다. 2005년 콘사돌레 삿포로 시절 감독인 오카다 다케시가 이끄는 요코하마 F. 마리노스로 이적하였으나, 헤르니아로 인해 제대로 뛰지 못하였고, 상태가 완전히 돌아온 것은 2006년 시즌 중반 이후였다.
2006년 8월 이비차 오심에게 발탁돼, 기린 챌린지컵 트리니다드 토바고 대표팀 전에서 일본 대표팀 데뷔전을 치렀으며, 약 1년 후 카메룬과의 경기에서 대표팀에서의 첫 골을 넣었다. 2008년 1월 보스니아 헤르체고비나 전에서 2골 1도움을 기록하는 활약을 펼치기도 하였다.
남동생 야마세 유키히로 (山瀬 幸宏)는 그와 요코하마 F. 마리노스에서 함께 뛰다가 사간 도스로 임대된후 완전 이적, 카탈레 도야마로 완전 이적하였고, 그의 아버지 야마세 이사오(山瀬 功)는 1984년 동계 올림픽(사라예보)에 출전하는 바이애슬론 선수로 활동하였다.

## 통계
| 일본 | 일본 | 일본 |
| 연도 | 출전 | 득점 |
| ---- | ---- | ---- |
| 2006 | 1    | 0    |
| 2007 | 1    | 1    |
| 2008 | 10   | 4    |
| 2009 | 0    | 0    |
| 2010 | 1    | 0    |
| 통산 | 13   | 5    |